# Georges Henri Joseph Dupire
Georges Henri Joseph Dupire est un homme politique français né le 1er juillet 1764 à Emerchicourt (Nord) et décédé le 11 août 1833 à Valenciennes (Nord).
Agent national près le district de Valenciennes, puis procureur syndic, il est élu député du Nord au Conseil des Cinq-Cents le 25 vendémiaire an IV et en sort en l'an VI.

## Sources
- « Georges Henri Joseph Dupire », dans Adolphe Robert et Gaston Cougny, Dictionnaire des parlementaires français, Edgar Bourloton, 1889-1891 [détail de l’édition]